# Lagocephalus wheeleri
Lagocephalus wheeleri is een straalvinnige vissensoort uit de familie van kogelvissen (Tetraodontidae). De wetenschappelijke naam van de soort is voor het eerst geldig gepubliceerd in 1984 door Abe, Tabeta & Kitahama.